# Ophiosphalma dyscritum
Ophiosphalma dyscritum är en ormstjärneart som beskrevs av Hubert Lyman Clark 1941. Ophiosphalma dyscritum ingår i släktet Ophiosphalma och familjen fransormstjärnor. Inga underarter finns listade i Catalogue of Life.